# Tricocomàcies
Les tricocomàcies (Trichocomaceae) són una família de fongs ascomicots de l'ordre dels eurotials.

## Taxonomia
Quan es va descriure per primera vegada, la família contenia algunes de les floridures més familiars, com són  Penicillium i Aspergillus. Al 2011 la família es va dividir en tres, Aspergillaceae, Thermoascaceae i Trichocomaceae. Segons aquesta concepció de les famílies, els gèneres inclosos a Trichocomaceae són:
- Acidotalaromyces (1 espècie)
- Ascospirella (1 espècie)
- Dendrosphaera (1 espècie)
- Evansstolkia (1 espècie)
- Rasamsonia (15 espècies)
- Sagenomella (6 espècies)
- Talaromyces (unes 230 espècies)
- Thermomyces (2 espècies)
- Trichocoma (1 espècie)